# グレイヴタウン
グレイヴタウン（GRAVE TOWN）は、日本のヴィジュアル系ミクスチャー・ロックバンド『Leetspeak monsters』のメンバーが住む架空の都市。

## 概要
あの世の果てにあるという墓場の街。死者や様々なモンスターが住んでいる。美しい星空と心地よい悲鳴を楽しむことができ、十字架が街のシンボルになっている。

## 地理
GATE OF THE DEAD (死者の門)
グレイヴタウンの入り口に立っている門。街に入るには必ず通らなければいけない。門を開くと案内人が現れ、門を通ると骨カラスからの挨拶がある。
MONSTAER'S HOUSE (モンスターズハウス)
モンスターが集まってパーティーやコンサート、ライブを開催する屋敷。
CROW HILL (カラスの丘)
見晴らしが良く、星空がよく見える丘。たくさんのカラスが集まってくる。緑色に光る月を見ながら月光浴もできる。
CANDLE FOREST (キャンドルフォレスト)
枝先にぼんやりと火を灯す樹々の集まる森で、迷い込むと呪いで蝋人形にされる。『Welcome to Grave Town』の歌詞にも出てくる。
VICTOR'S LAB (ヴィクターの実験室)
グレイヴタウンのマッドサイエンティスト、ヴィクター博士の研究室。ヨッシュミィアはここで誕生した。遊びに行くと8割の確率で新薬や機械の実験体にされる。
SHADOW CASTLE (シャドウキャッスル)
グレイヴタウンの山頂に建っていて、ユースキスが住み着いている。月の光に照らされると姿を現すので、雨や曇りで月の光が弱い日は城の姿は見ることができない。
WOLFMAN'S CELLAR (狼のアナグラ)
クロウヒルの近くの穴蔵。ダイウルフ一家が住んでいる。
DAWNMAN'S HOUSE (ドーンメンの屋敷)
墓場の案内人DAWN MANの住む屋敷。今は13代目のD13が住んでいて、立ち寄るとお茶と共に奇妙なオカルト話を聞かせてくれる。
FRANKEN TOWER (フランケンタワー)
グレイヴタウンの天才科学者エリザベスの研究室がある塔。たくさんのフランケンシュタインが製造されていて、マッツナーグもここで誕生した。
McSCARY'S OLD ALE HOUSE (マクスキャリーの酒場)
マクスキャリーが代々営んでいるカジュアルで歴史ある酒場。ビールを1杯頼むとなぜか2杯出てくる。食事も美味しく値段も手頃で、Leetspeak monstersのメンバーもミーティングついでに立ち寄る。
SMILY BONE (雑貨屋スマイリーボーン)
ピエロのTeepyが営む雑貨屋。おもちゃやCDや日常品が売っている。
インヴォルヴ図書館
2nd mini albumのジャケットに描かれている図書館。
グリーンパンプキンヴィレッジ
かぼちゃが名産。
魔女の住む森
魔女が住んでいる森。
ROTTEN MARKET (ロッテンマーケット)
グレイヴタウンの住民御用達の商店街で、食料や生活雑貨が買える。『Welcome to Grave Town』の歌詞にも出てくる。
花屋メトセラガーデン
人間界に咲いてない花や植物も売っている。
シークレットヘットフォンズ
グレイヴタウンのレコードショップ。『White Robia』というアーティストが流行っているらしい。
BONY CHOPS (ボニーチョップス)
グレイヴタウンの肉屋。牛肉は人間界から仕入れているらしくDieWolfはここのビーフジャーキーが好物。
NIGHT STREET
月明かりが反射して歩きやすい通り。
SCARY STREET
恐ろしいことがよく起こる通り。
ENIGMA STREET
不可解なことがよく起こる通り。
WONDER STREET
不思議なことがよく起こる通り。

## 人物
ヴィクター博士
グレイヴタウンのマッドサイエンティスト。フランケンシュタインのエリザベスとヨッシュミィアを造った。
エリザベス
グレイヴタウンの天才科学者。フランケンタワーの研究所でフランケンシュタインを造り続けている。マッツナーグの製作者でありながら、自身もヴィクター博士に製作されたフランケンシュタイン。立場的にヨッシュミィアの姉にあたる。
Teepy
雑貨屋を営むピエロ。
ラメフィセント
水晶と杖を持つ魔女。「Monster's Party」に登場。
メデューサ
ラメフィセントの手下。「Monster's Party」に登場。
ガイコツダンサー
踊るガイコツ。「Monster's Party」「Black owl」「Wonderland」に登場。
呪われた不気味なスター
呪われた不気味なスター。「Monster's Party」に登場。
ゾンビ
ゾンビ。「Monster's Party」に登場。
ミイラ男
ミイラ男。「Monster's Party」に登場。
花嫁の亡霊
花嫁の亡霊。「Monster's Party」に登場。
王様
revenge my LOSTのボーカル「ザビ」が扮する王様。「Black owl」に登場。
アンナ
屋敷の案内人。Leetspeak monsters ONEMAN TOUR 2018『Welcome to Monster's Theater』TOUR FINAL 東京公演 TSUTAYA O-WESTに登場。

## 特産品
BONY CHOPS特製ビーフジャーキー
肉屋BONY CHOPS特製のビーフジャーキーで、DieWolfの大好物。100g12G。
大カラスの羽ペン
クロウヒルのカラスの羽を使った羽ペン。文字が書きやすく長時間使っても疲れない。1本45G。
ソウルキャンドル
死神が人間の寿命を見るときに使うキャンドル。模造品は1本50G。
エレクトリカルジュース
電気が帯電している飲み物。体を充電したい人造人間やスタンガンで痺れるような刺激を求めている人向け。100ml 3G。
MAD HATTERの絵画
奇才MAD HATTERの絵画。1枚3000G。
黒薔薇のお酒
黒薔薇から抽出されたエキスの入ったお酒。香りがよくアルコールも強くないので女性にもおすすめ。750ml 65G。

## 通貨
1G (グレイヴ) はおよそ100円。グレイヴタウンでの食事や買い物に使用する。